# Andy Burbano
Andy David Burbano Guapi (San Lorenzo, Ecuador; 27 de mayo de 1994) es un futbolista ecuatoriano. Juega de defensa y su equipo actual es El Nacional de la Serie A de Ecuador.

## Trayectoria

### Independiente del Valle
Se inició en las categorías formativas del club. En el 2016 logra su debut profesional con Independiente del Valle en un partido contra El Nacional, ya que el primer equipo debía disputar la final de la Copa Libertadores 2016 ante el Atlético Nacional de Colombia.
En el 2018 pasa a su equipo filial, el Independiente Juniors, que disputaba la Segunda Categoría de Ecuador, club con el cual consigue el ascenso a la Serie B al quedar campeón de la Segunda Categoría 2018.
En enero de 2019 regresa al Independiente del Valle, pero a finales de ese mismo mes vuelve nuevamente al Independiente Juniors.

### Deportivo Cuenca
En enero de 2020 fue fichado por el Deportivo Cuenca, sin embargo, en ese mismo mes fue rescindido su contrato por voluntad del mismo  jugador debido a una lesión.

### Delfín
Después de quedar libre de Deportivo Cuenca dónde no disputó ningún partido, el 30 de junio de 2020 es aunciado como nuevo refuerzo de Delfín, llegando al conjunto cétaceo por el resto de la temporada.

## Estadísticas

### Clubes
Actualizado al último partido disputado el 23 de junio de 2023.
| Club                              | Div.          | Temporada     | Liga  | Liga  | Copas nacionales | Copas nacionales | Copas internacionales | Copas internacionales | Total | Total |
| Club                              | Div.          | Temporada     | Part. | Goles | Part.            | Goles            | Part.                 | Goles                 | Part. | Goles |
| --------------------------------- | ------------- | ------------- | ----- | ----- | ---------------- | ---------------- | --------------------- | --------------------- | ----- | ----- |
| Independiente del Valle · Ecuador | 1.ª           | 2016          | 8     | 0     | Inexistentes     | Inexistentes     | 0                     | 0                     | 8     | 0     |
| Independiente del Valle · Ecuador | 1.ª           | 2017          | 5     | 0     | Inexistentes     | Inexistentes     | 0                     | 0                     | 5     | 0     |
| Independiente del Valle · Ecuador | 1.ª           | 2018          | 4     | 0     | Inexistentes     | Inexistentes     | 0                     | 0                     | 4     | 0     |
| Independiente del Valle · Ecuador | Total club    | Total club    | 17    | 0     | 0                | 0                | 0                     | 0                     | 17    | 0     |
| Independiente Juniors · Ecuador   | 3.ª           | 2018          | 22    | 2     | Inexistentes     | Inexistentes     | Inexistentes          | Inexistentes          | 22    | 2     |
| Independiente Juniors · Ecuador   | 2.ª           | 2019          | 31    | 1     | 6                | 0                | Inexistentes          | Inexistentes          | 37    | 1     |
| Independiente Juniors · Ecuador   | Total club    | Total club    | 53    | 3     | 6                | 0                | 0                     | 0                     | 59    | 3     |
| Delfín S. C. · Ecuador            | 1.ª           | 2020          | 4     | 0     | —                | —                | —                     | —                     | 4     | 0     |
| Macará · Ecuador                  | 1.ª           | 2021          | 11    | 0     | —                | —                | —                     | —                     | 11    | 0     |
| Macará · Ecuador                  | Total club    | Total club    | 11    | 0     | 0                | 0                | 0                     | 0                     | 11    | 0     |
| Delfín S. C. · Ecuador            | 1.ª           | 2022          | 19    | 1     | 3                | 0                | 1                     | 0                     | 23    | 1     |
| Delfín S. C. · Ecuador            | Total club    | Total club    | 23    | 1     | 3                | 0                | 1                     | 0                     | 27    | 1     |
| Orense S. C. · Ecuador            | 1.ª           | 2023          | 10    | 1     | 0                | 0                | —                     | —                     | 10    | 1     |
| Orense S. C. · Ecuador            | Total club    | Total club    | 10    | 1     | 0                | 0                | 0                     | 0                     | 10    | 1     |
| El Nacional · Ecuador             | 1.ª           | 2025          | 0     | 0     | 0                | 0                | 0                     | 0                     | 0     | 0     |
| El Nacional · Ecuador             | Total club    | Total club    | 0     | 0     | 0                | 0                | 0                     | 0                     | 0     | 0     |
| Total carrera                     | Total carrera | Total carrera | 114   | 5     | 9                | 0                | 1                     | 0                     | 124   | 5     |
| 1. 2.                             |               |               |       |       |                  |                  |                       |                       |       |       |

## Palmarés

### Campeonato nacionales
| Título                       | Club                  | Año  |
| ---------------------------- | --------------------- | ---- |
| Segunda Categoría de Ecuador | Independiente Juniors | 2018 |